# Miklós Kovács
Miklós Kovács, noto anche in rumeno con il nome di Nicolae Kovács (Mehadia, 29 dicembre 1911 – Timișoara, 7 luglio 1977), è stato un calciatore e allenatore di calcio rumeno.

## Carriera
Kovács fu giocatore di varie squadre rumene, del Valenciennes e del Gamma Budapest. Con la Nazionale rumena, partecipò a tutti e tre i Mondiali antecedenti la seconda guerra mondiale, inoltre conta una presenza nella Nazionale ungherese.
Anche suo fratello minore Ștefan fu un calciatore ed allenatore di calcio.

## Palmarès

### Giocatore

#### Competizioni nazionali
- Campionato rumeno: 1

Ripensia Timisoara: 1934-1935